# Singeromyces ferrugineus
Singeromyces ferrugineus är en svampart som beskrevs av M.M. Moser 1966. Singeromyces ferrugineus ingår i släktet Singeromyces och familjen Boletaceae.   Inga underarter finns listade i Catalogue of Life.